# Bupares trochanteralis
Bupares trochanteralis is een hooiwagen uit de familie Beloniscidae. De wetenschappelijke naam van Bupares trochanteralis gaat terug op Roewer.